# كرفس (جنس)
جنس الكرفس (الاسم العلمي: Apium) جنس من النباتات المزهرة من الفصيلة الخيمية، يتكون من حوالي 20 نوعا. تتوزع في أوروبا، آسيا، أفريقيا، أمريكا الجنوبية وأستراليا. وهي نباتات تكون اما ذات الحولين أو معمرة تنمو في الأراضي الرطبة (الأهوار والمستنقعات المالحة). تنمو إلى ارتفاع متر واحد ولها أوراق ريشية الشكل وزهور بيضاء صغيرة. بعض الأنواع صالحة للأكل، خصوصا الكرفس النتن، الكرفس اللفتي والكرفس الصيني.